# أسل لامع
أسل لامع (الاسم العلمي: Juncus nitidus) نوع نباتي يتبع جنس الأسل وينتمي إلى الفصيلة الأسلية.